# William Gatacre

Sir William F. Gatacre KCB

Sir William Forbes Gatacre KCB, DSO (* 3. Dezember 1843 in Herbertshire Castle bei Stirling; † 18. Januar 1906 nahe Gambella, Äthiopien) war ein britischer Generalleutnant. Er kämpfte in verschiedenen britischen Kolonialkriegen, zum Beispiel bei der Niederschlagung des Mahdi-Aufstands und im Burenkrieg.

## Leben

Gatacre als Divisionskommandeur in Südafrika aus Celebrities of the Army, London 1900

Gatacre trat 1862 in die British Army ein und diente 1889/90 in Burma. Bei der britischen Expedition nach Chitral von 1895 führte er eine Brigade. 1897 kommandierte er die 3. Infanteriebrigade in Aldershot.
Als 1898 die anglo-ägyptische Nile Expeditionary Force unter Kitchener bei ihrem Versuch den Mahdi-Aufstand niederzuschlagen von den Mahdisten angegriffen wurde, bat dieser Evelyn Baring, 1. Earl of Cromer um Unterstützung durch eine britische Brigade. Die britische Regierung stellt daraufhin eine Brigade aus Truppen des Royal Warwickshire Regiment, Lincoln Regiment und Cameron Highlanders, später den Seaforth Highlanders, unter Führung von Gatacre zusammen. Am 8. April 1898 führte er die Brigade, auf der linken Seite der anglo-ägyptischen Schlachtordnung, in der Schlacht am Atbara. Im Juli 1898 wurde eine weitere britische Brigade in den Sudan verlegt. Die beiden Brigaden wurden zur britischen Division vergrößert, mit Gatacre als Divisionskommandeur. Gatacre befehligte diese Division am  2. September 1898 in der Schlacht von Omdurman, in der die Mahdisten geschlagen wurden.
Von 1899 bis 1902 nahm Gatacre als Generalleutnant und Kommandeur der 3. Division am Burenkrieg teil. Im Dezember 1899 hatte er die Aufgabe, mit seiner Division, das Gebiet südlich des Oranje-Freistaates zu sichern. Gatacre musste allerdings Truppen in das ebenfalls von den Buren bedrohte Natal entsenden. Er erreichte daher sein Einsatzgebiet erst spät und mit reduzierter Truppenstärke. Inzwischen hatten Buren aus dem Oranje-Freistaat bereits die wichtigen Eisenbahnknotenpunkte De Aar und Stormberg angegriffen. Gatacre unterlag den Buren am 10. Dezember 1899 in der Schlacht von Stormberg.